# Siegfried Stark (Leichtathlet)
Siegfried Stark (* 12. Juni 1955 in Rehna) ist ein deutscher Leichtathlet und Olympiateilnehmer, der – für die DDR startend – in den 1970er und 1980er Jahren als Zehnkämpfer erfolgreich war.

## Leben
Er wurde Vierter bei den Junioreneuropameisterschaften 1973. 1976 wurde er zum ersten Mal DDR-Meister. Bei den Olympischen Spielen, die im selben Jahr in Montreal stattfanden, kam er auf Platz sechs. 1977 konnte Stark seinen Meistertitel verteidigen. In Prag gewann er bei den Europameisterschaften 1978 hinter Alexander Grebenjuk, der mit Meisterschaftsrekord siegte, und Daley Thompson die Bronzemedaille. 1979 besiegte Stark beim Europacup Guido Kratschmer, doch bei den Olympischen Spielen in Moskau musste er nach einer Verletzung beim Weitsprung nach der zweiten Disziplin aufgeben. Bei den Europameisterschaften 1982 gewann er nochmal die Bronzemedaille. 1985 beendete er seine Sportlaufbahn.
Ergebnisse bei internationalen Höhepunkten im Einzelnen:
- 1976, Olympische Spiele: Platz 6 (8048 Punkte = 8051 Punkte nach der Tabelle von 1985: 11,35 s – 6,98 m – 15,08 m – 1,91 m – 49,14 s – 15,65 s – 45,48 m – 4,65 m – 74,18 m – 4:24,93 min)
- 1978, Europameisterschaften: Platz 3 (8208 Punkte = 8225 Punkte nach der Tabelle von 1985: 11,17 s – 7,30 m – 15,04 m – 1,95 m – 49,57 s – 15,12 s – 44,52 m – 4,90 m – 69,00 m – 4:24,0 min)
- 1980, Olympische Spiele: aufgegeben nach der zweiten Disziplin
- 1982, Europameisterschaften: Platz 3 (8433 Punkte = 8472 Punkte nach der Tabelle von 1985: 11,30 s – 7,31 m – 15,71 m – 2,03 m – 48,76 s – 14,89 s – 48,64 m – 5,00 m – 67,38 m – 4:23,52 min)

Die Einzelergebnisse sind in der Wettkampfreihenfolge angegeben: 100 m, Weitsprung, Kugelstoßen, Hochsprung, 400 m, 110 m Hürden, Diskuswurf, Stabhochsprung, Speerwurf, 1500-Meter-Lauf.
Stark gehörte dem SC Traktor Schwerin an und war in seiner Wettkampfzeit 1,86 m groß und 88 kg schwer. In den nach der Wende öffentlich gewordenen Unterlagen zum Staatsdoping in der DDR fand sich bei den gedopten Sportlern auch der Name von Stark.
Stark beendete 1982 sein Sportstudium. Nach seiner aktiven Sportzeit war er Sportausbilder für Erzieher. Nach der Wiedervereinigung wurde er Landestrainer in Österreich. Nach vier Jahren ging er zurück nach Deutschland und wurde Leiter eines Sportstudios in Ratzeburg.